# Polska na Zimowym Pucharze Europy w Rzutach 2004
Polska na Zimowym Pucharze Europy w Rzutach 2004 – reprezentacja Polski podczas zawodów, które odbyły się 13 i 14 marca na Malcie, liczyła pięciu zawodników.

## Występy reprezentantów Polski

### Mężczyźni
- Rzut dyskiem
  - Olgierd Stański z wynikiem 57,75 zajął 9. miejsce
  - Andrzej Krawczyk nie oddał żadnego mierzone rzutu
- Rzut oszczepem
  - Dariusz Trafas z wynikiem 76,60 zajął 8. miejsce
  - Rajmund Kółko z wynikiem 74,17 zajął 11. miejsce

### Kobiety
- Rzut dyskiem
  - Marzena Wysocka z wynikiem 54,17 zajęła 11. miejsce